# Écran à main

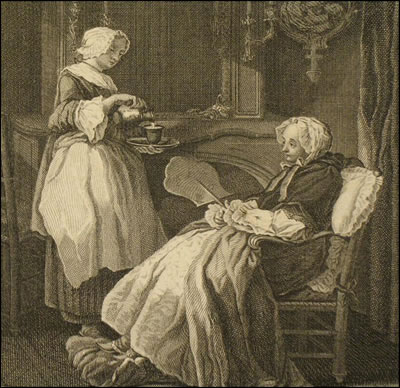
L'Ac[c]ouchée (détail), gravure d'après Étienne Jeaurat, 1744 : le personnage féminin de droite tient un écran à main.

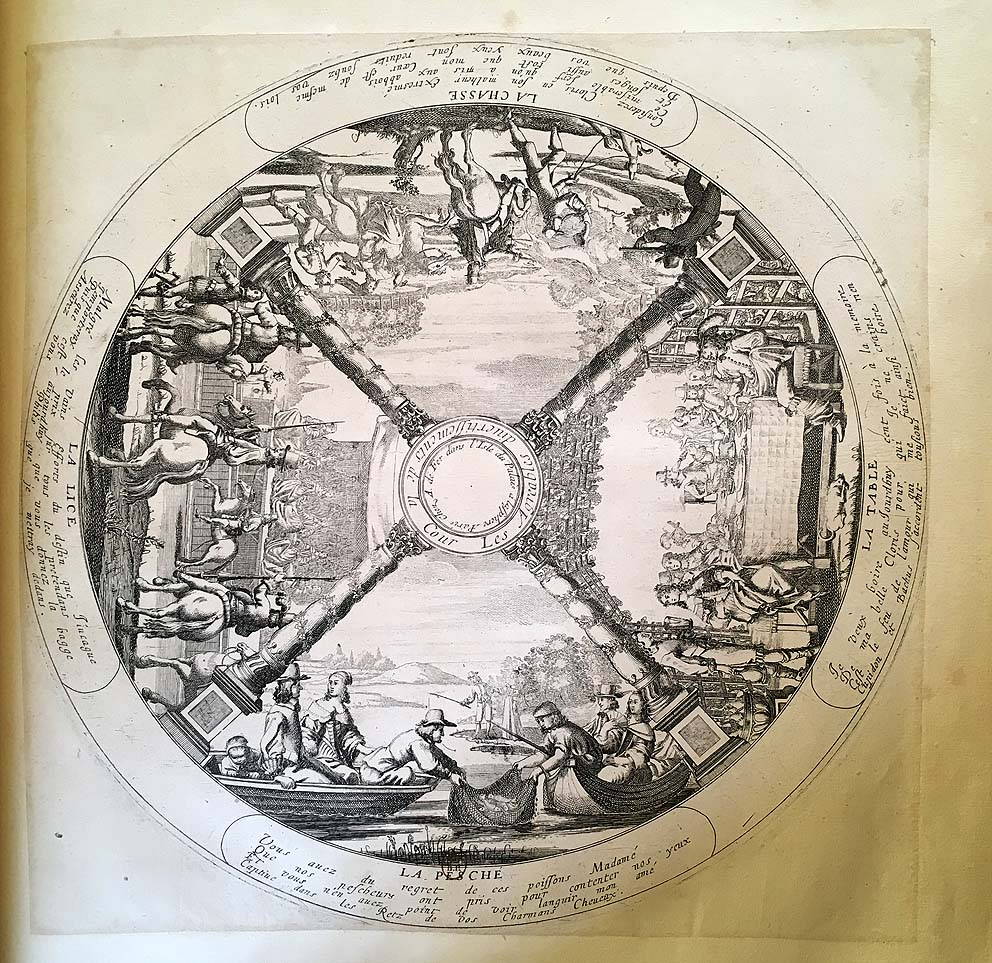
Les Agréables divertissements de la cour, écran rond à main attribué à François Chauveau, c. 1640, BnF, Ed. 44 rés. t. 3, p. 152

L’écran à main, ou écran de visage ou écran à feu, est un accessoire domestique permettant à celui ou à celle qui se tient près d'une cheminée de se protéger le visage de l'ardeur du feu. Il est ainsi une sorte de complément portatif de l'écran de cheminée, meuble posé devant le foyer.

## Usage
Son usage se développe en Europe en parallèle de l'éventail dont il est une variante. Constitué de matériaux naturels comme la paille tressée, sa fabrication devient particulièrement importante en France dès le xviie siècle car il s'avère beaucoup plus maniable que l'écran de cheminée traditionnel. Sa forme est ronde, la plupart du temps, et l'écran, où plusieurs cartouches lui sont associés, tourne sur un axe pour faire défiler texte et images. Des dessinateurs, des graveurs, aussi célèbres que Abraham Bosse, Jean Le Pautre ou François Chauveau, des éditeurs et des marchands d'estampes contribuent à son succès par la qualité des ornements qu'ils proposent. Au xviiie siècle, il perd son principe de rotation sur un axe ; il est composé d'une plaque de carton cloué sur un manche ; il se pare de sujets gouachés ou de gravures. Certains éditeurs se distinguent comme Petit, à l'Image notre-Dame, rue du Petit-Pont à Paris, qui produit quantité d'écrans à main dans la seconde moitié du XVIIIe siècle. Mais aussi les éditeurs Lattré, Desnos ou Gabriel Huquier. 

## Iconographie
L'iconographie est vaste, avec notamment des sujets de la fable, de géographie ou d'histoire mais aussi des sujets empruntés au théâtre et en particulier à l'opéra-comique.   
Cette très riche thématique illustre les liens entre écrans à main et éducation puisque ces objets pouvaient servir de supports d'enseignement. Madame de Genlis évoque ainsi dans ses mémoires l'utilité des écrans à main dans l'éducation des jeunes enfants. Les informations qu'ils diffusaient servaient à lancer une conservation. Les extraits de pièce de théâtre ou les refrains à la mode comme les ariettes offraient également un divertissement apprécié.  

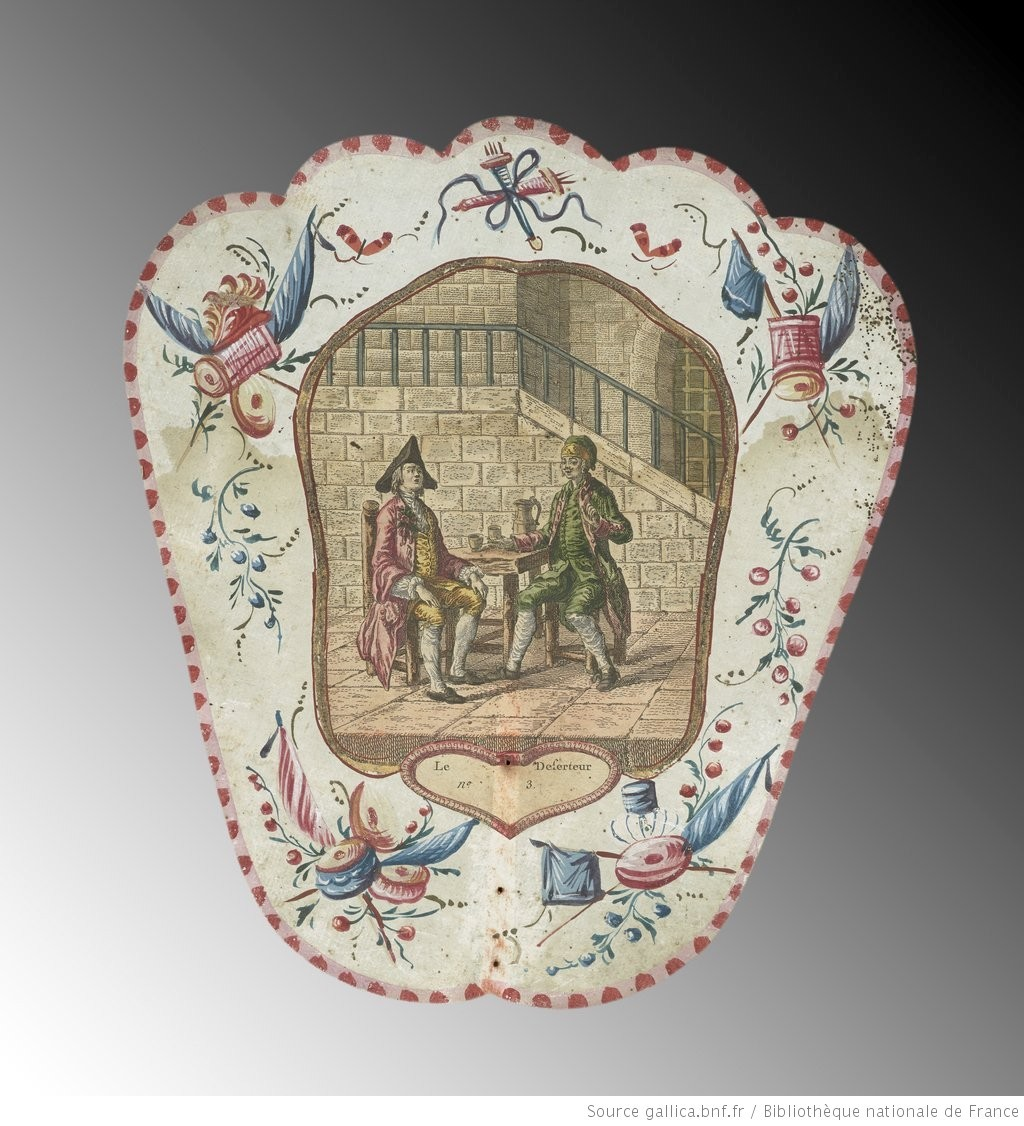
Le Déserteur n°3 face
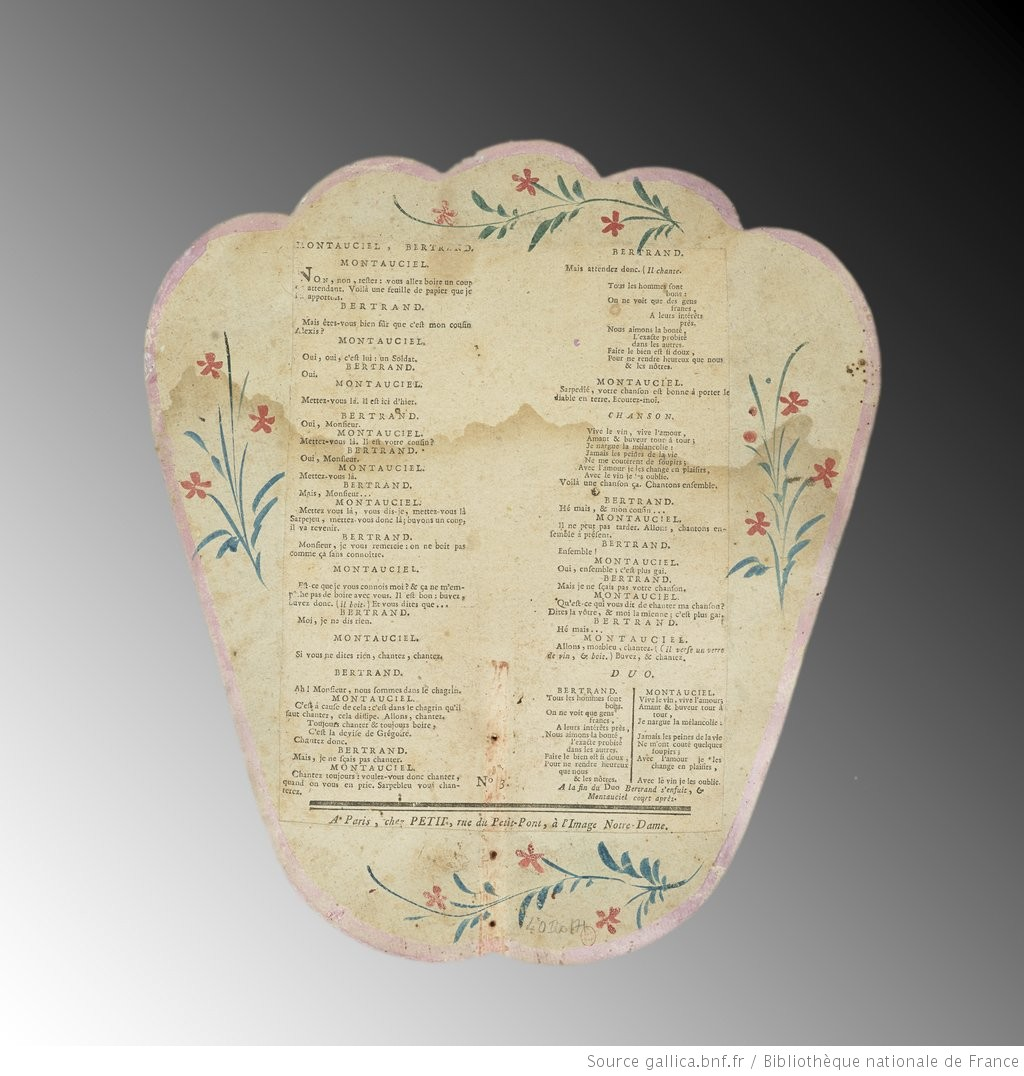
Le Déserteur n°3 dos
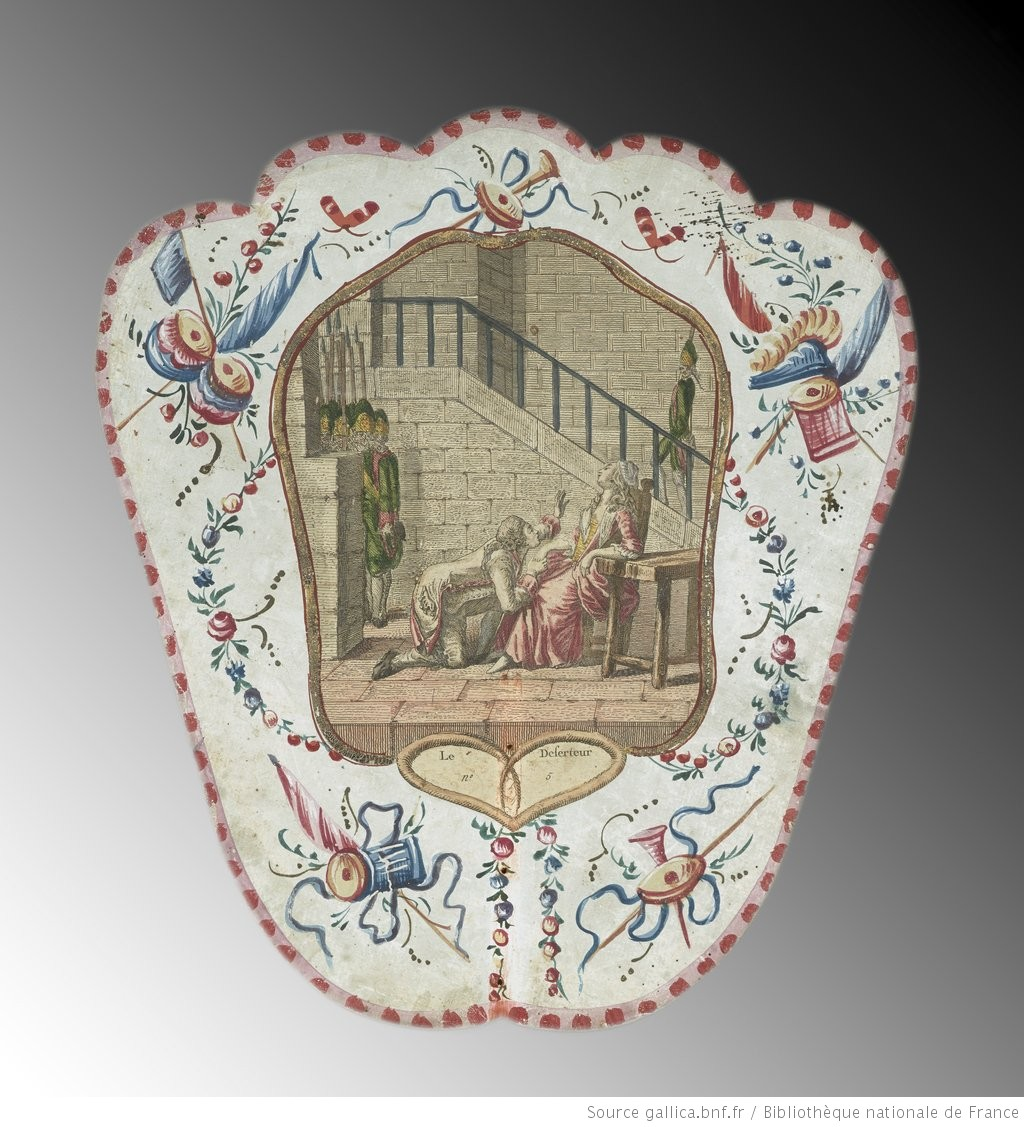
Le Déserteur n°5 face
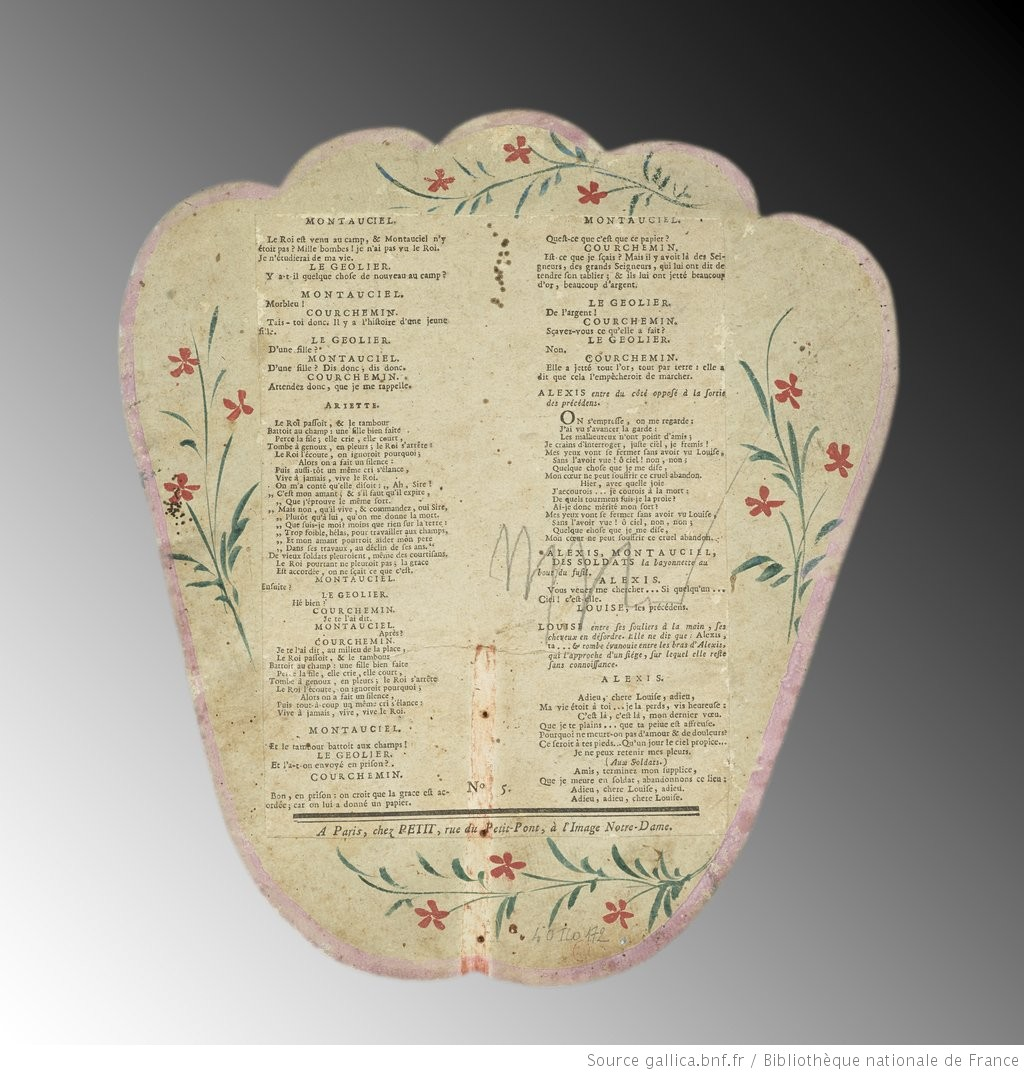
Le Déserteur n°5 dos

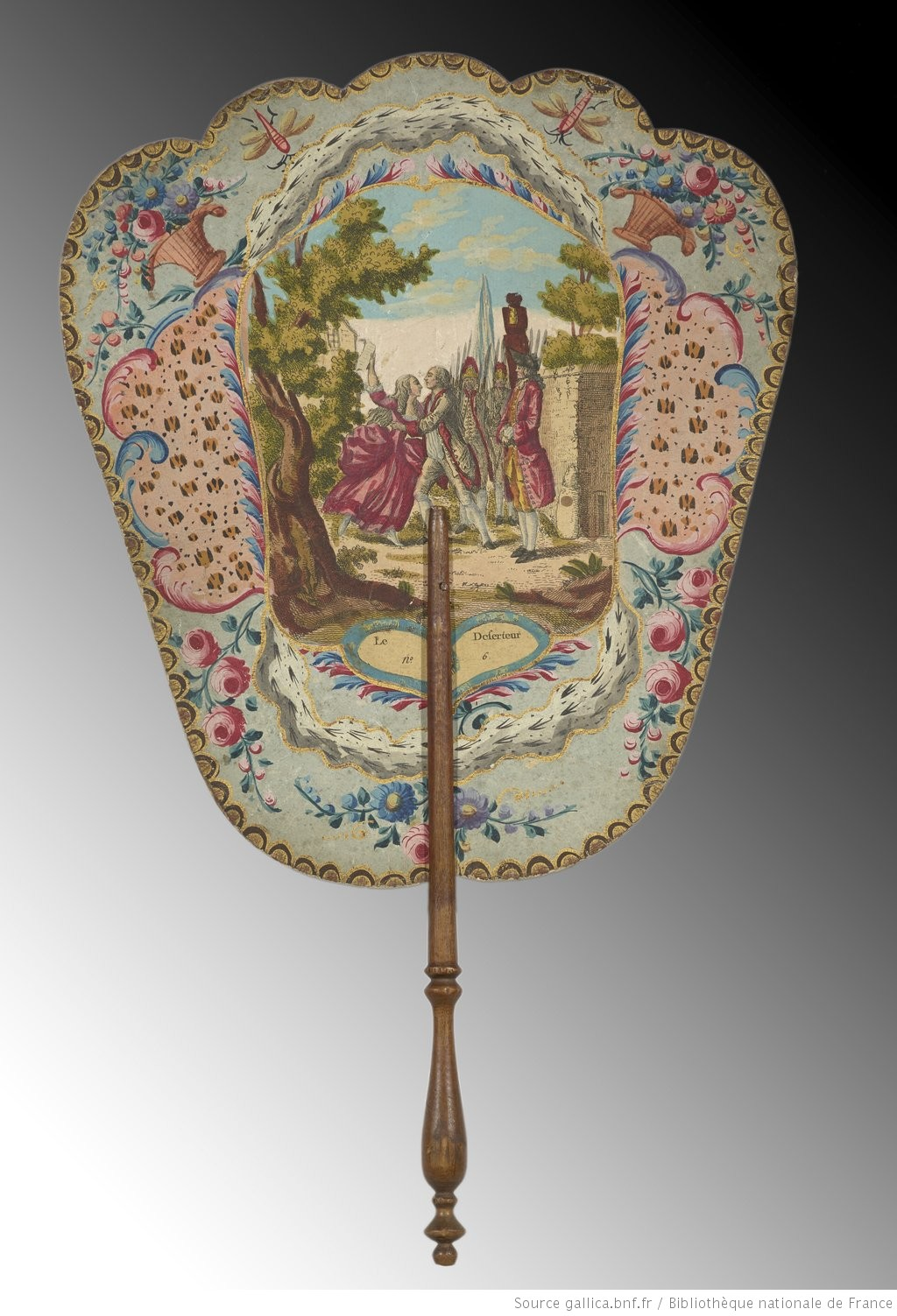
Le Déserteur n°6 face
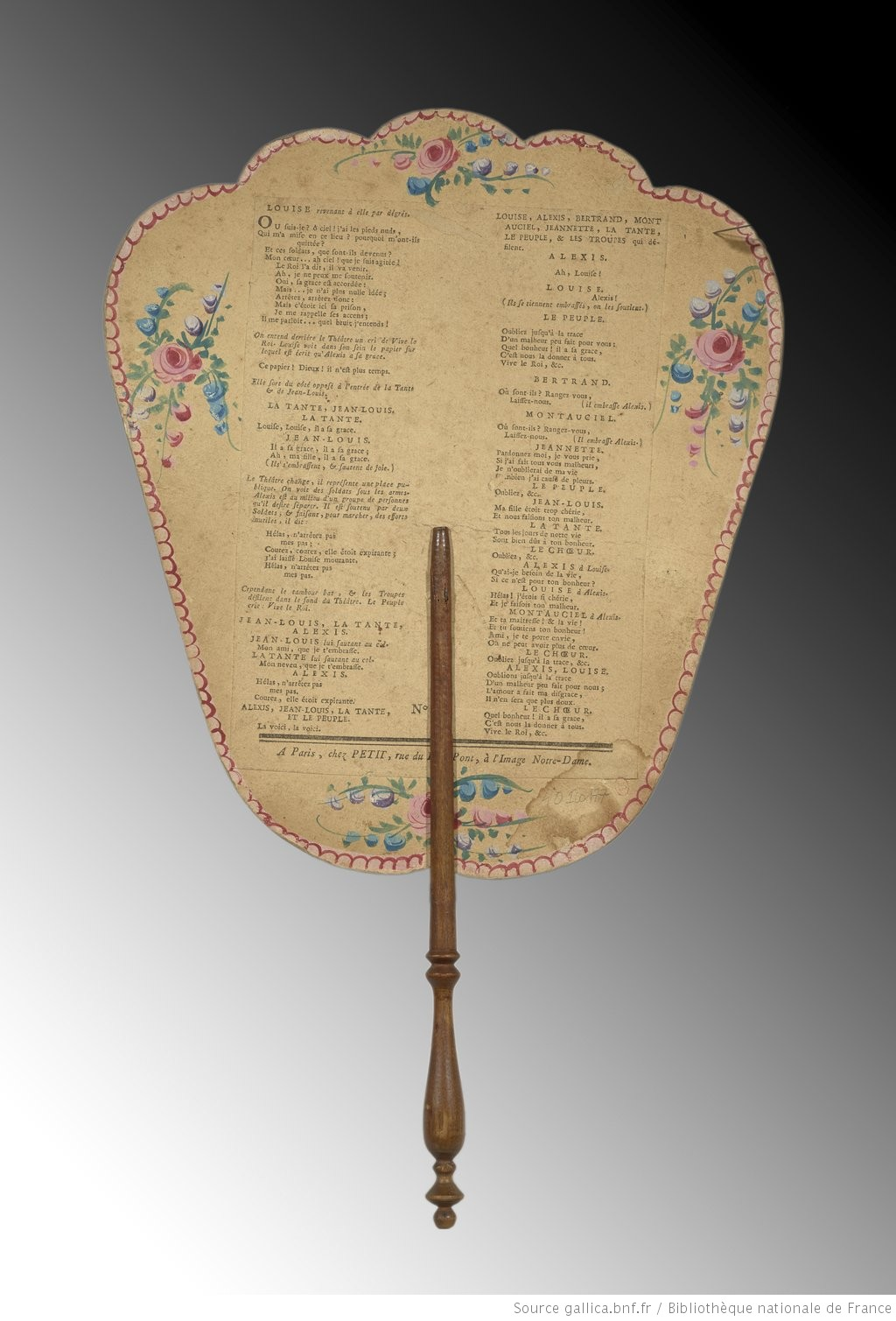
Le Déserteur n°6 dos
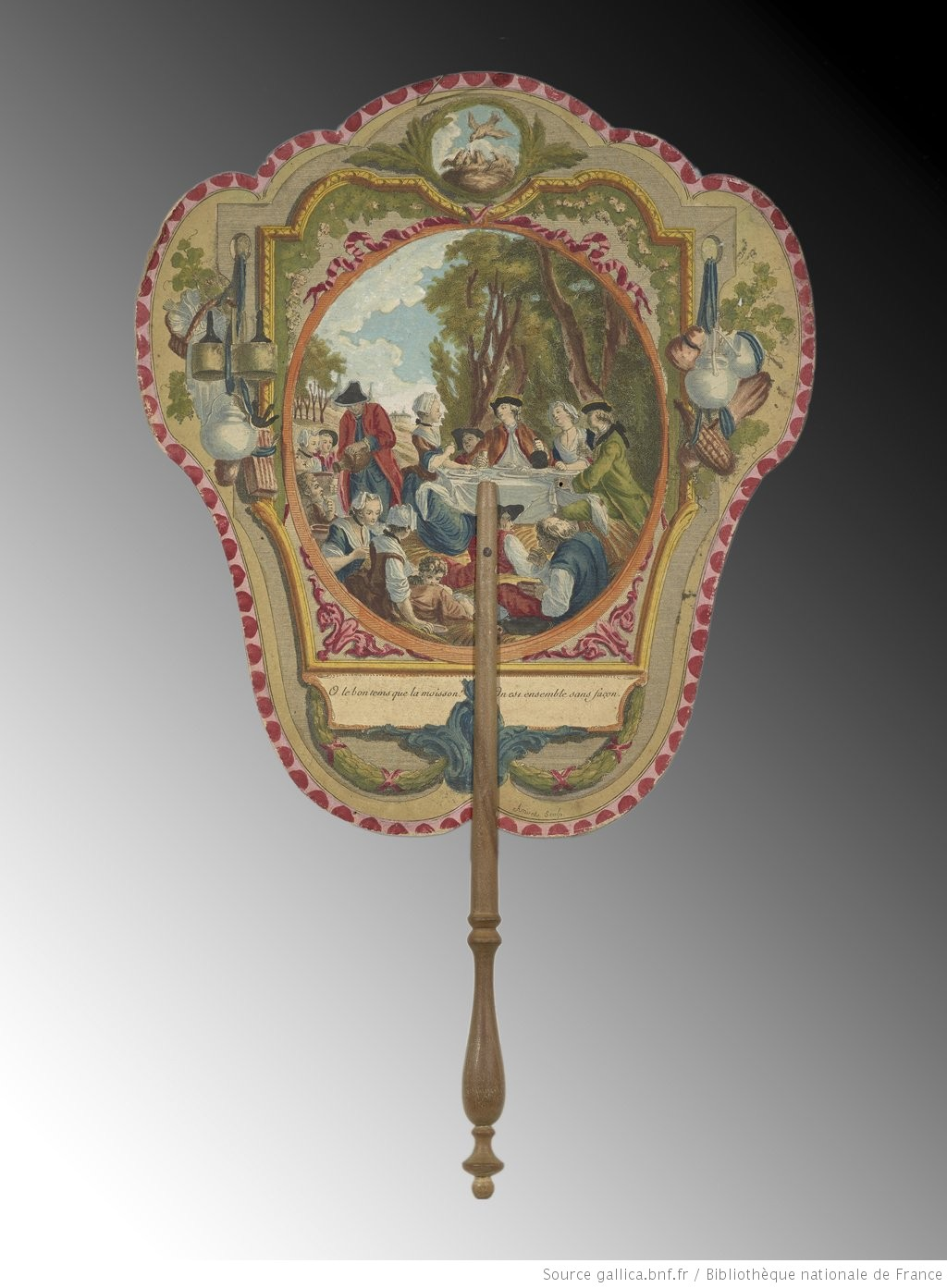
Les Moissonneurs face
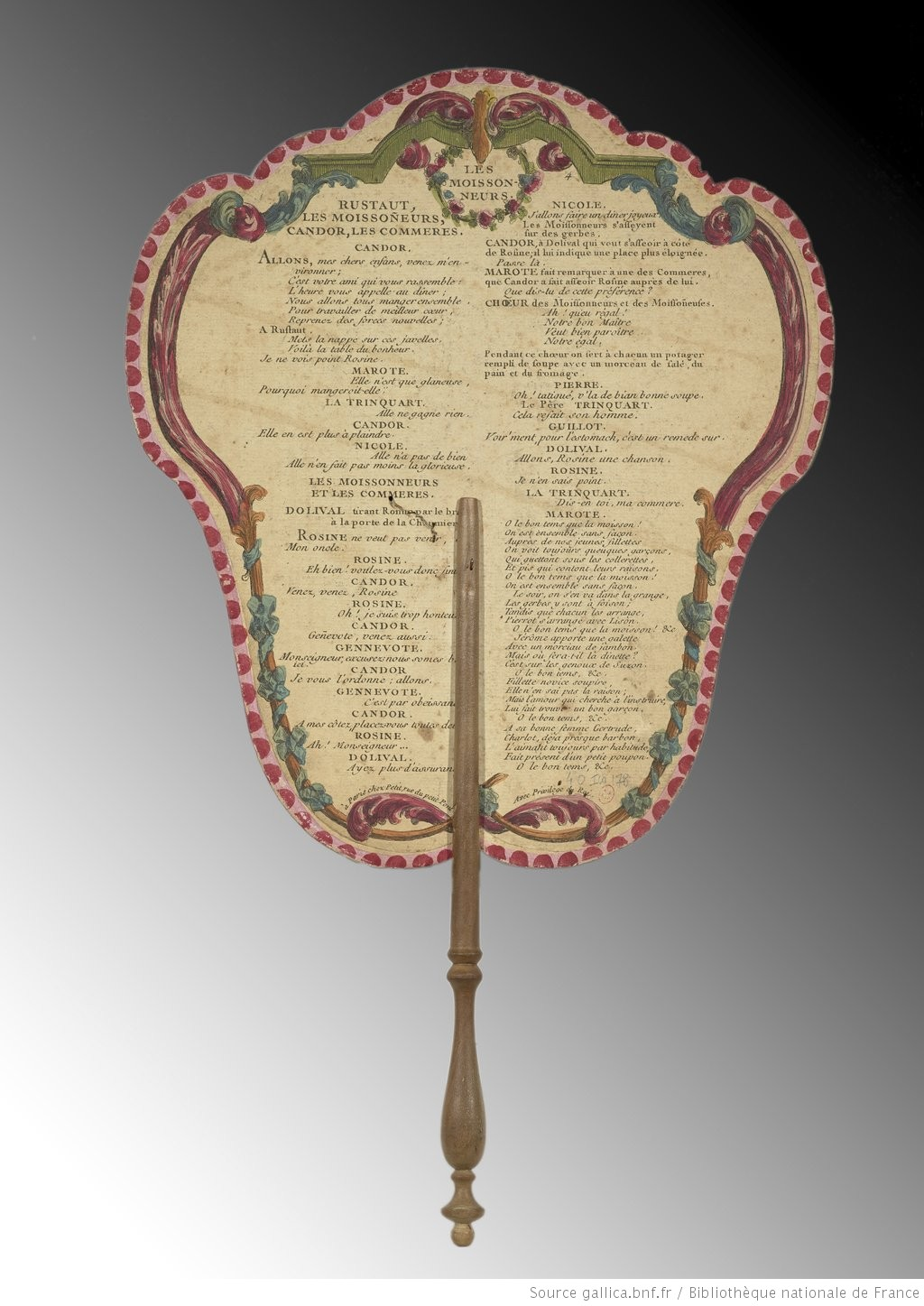
Les Moissonneurs dos

Des écrans existaient aussi en cuir, ou en soie ;d'autres étaient éphémères, comme l'éventail distribué à l'entrée du Teatre de la Naturalesa, lors de la représentation de la pièce La Viola d'or d'Enric Morera, le 30 août 1914.

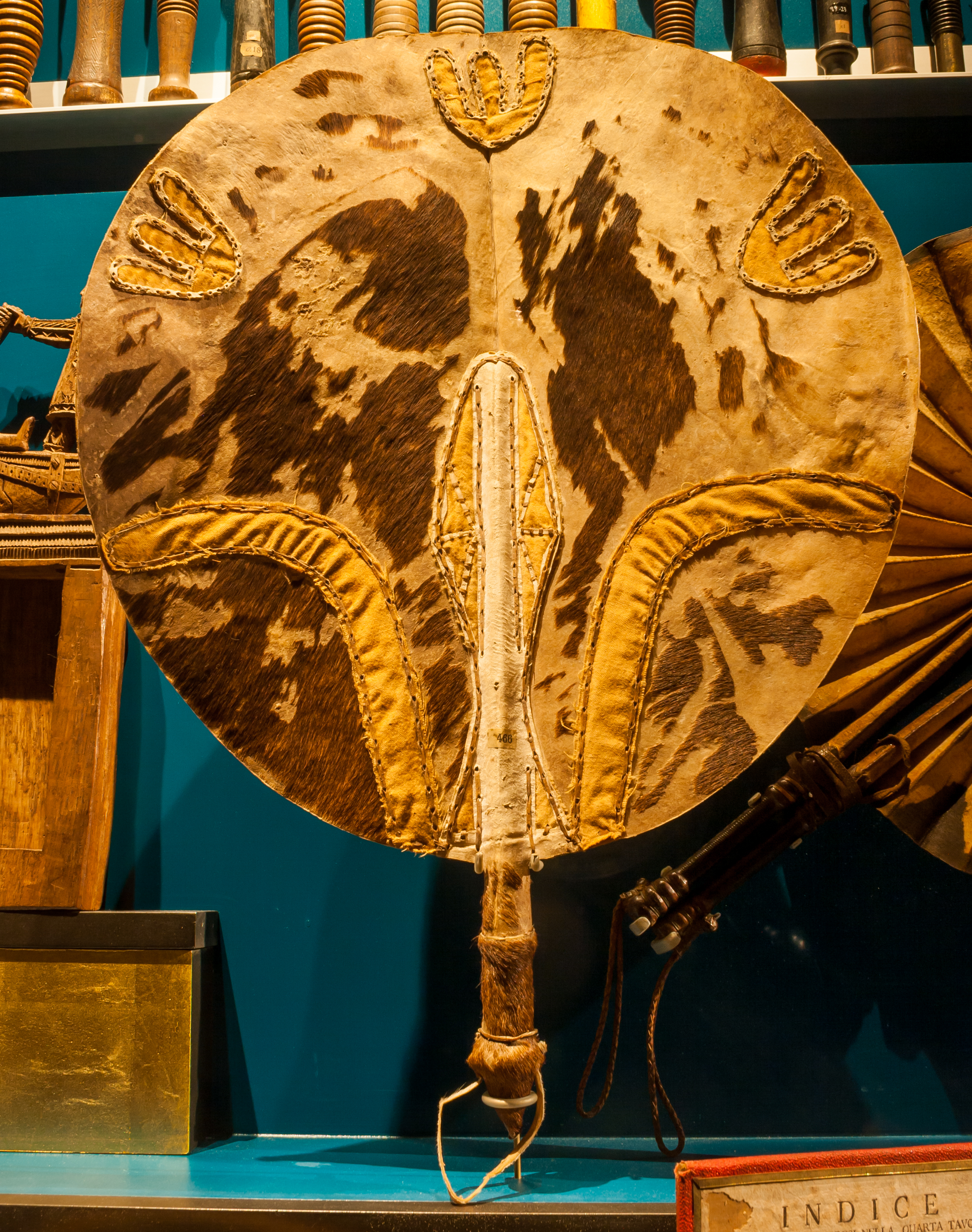
Écran en cuir de chèvre, musée Horniman.
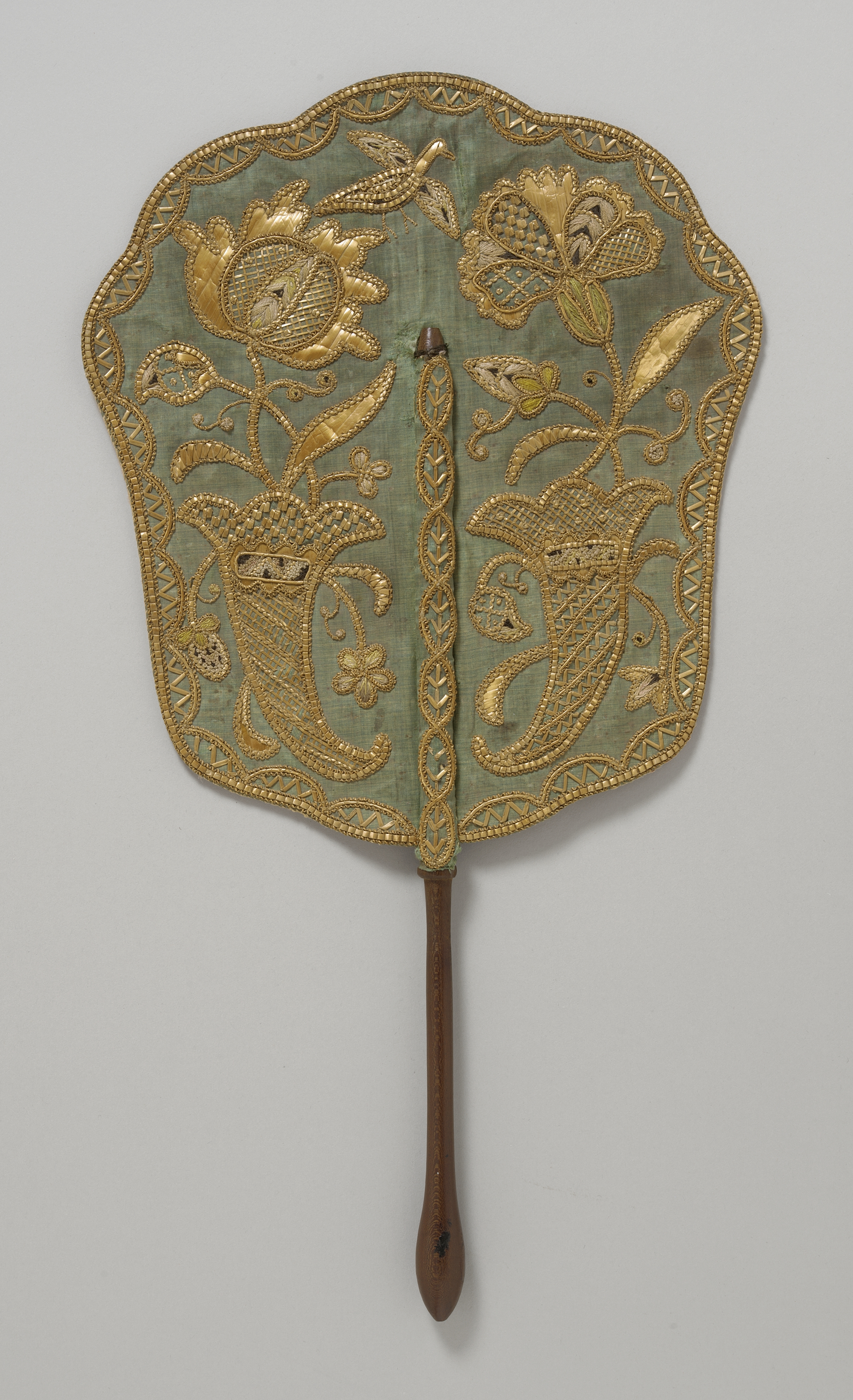
Écran en soie verte et broderies en paille, Musée d'Art du comté de Los Angeles.
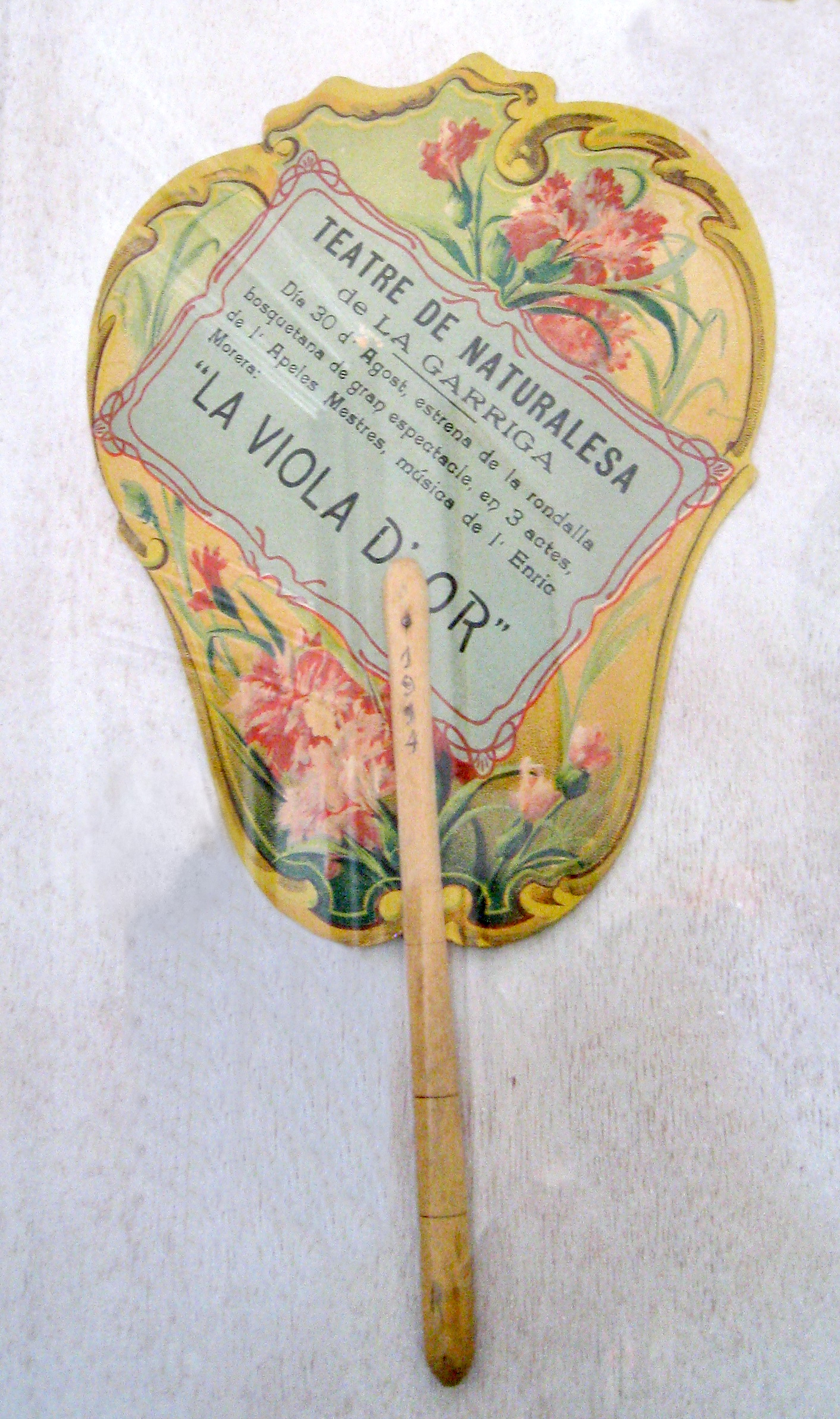
Éventail pour la viola d'or d'Enric Morera.